# Stefan Florian Garczyński

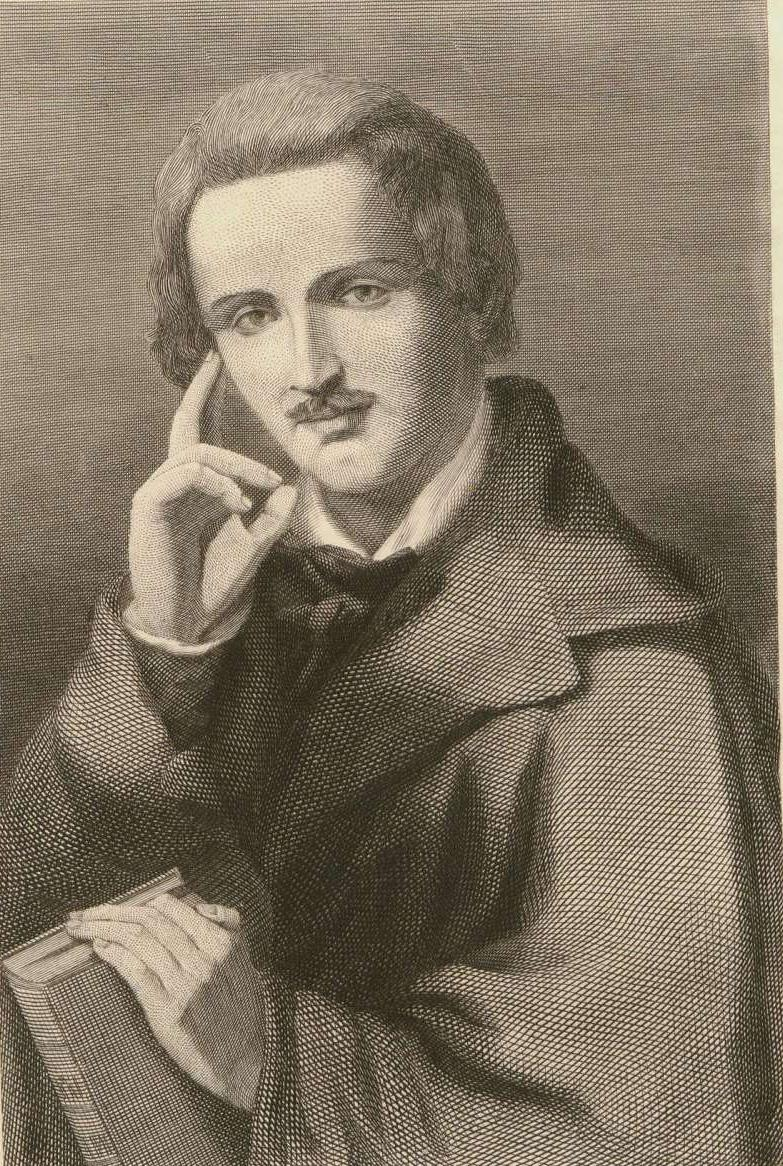
Stefan Florian Garczyński.

Stefan Florian Garczyński, född den 13 oktober 1805 i Kosinowo, död den 20 september 1833 i Avignon, var en polsk skald.
Garczyński deltog i polska frihetskriget 1831, varefter han begav sig utomlands. Utgången ur Hegels filosofiska skola, som han, samtidigt med Adam Mickiewicz, studerade i Berlin 1829, blev han en av grundarna av den så kallade messianismen, det vill säga en nationellt färgad mystik, som i Polens olyckliga historia såg en spegelbild av Frälsarens lidanden, men med hopp om en nationell pånyttfödelse. Hans dikter, som utkom 1833 (ny upplaga 1860-63), består av patriotisk reflexionslyrik med ämnen ur Polens senaste historia. 
Hans främsta verk är den Mickiewicz tillägnade, ofullbordade dikten Waclawa dzieje (Vatslavs historia, 1831), som i lyrisk och dialogisk form på polska alexandriner söker poetiskt skildra polskt själsliv efter 1831 års insurrektion, fullt av tvivelsjuka och disharmonisk dådlöshet; den är tankediger, men det poetiska värdet försvagas dels av det filosoferande innehållet, dels av tydliga reminiscenser från Goethes "Faust" och Mickiewicz "Dziady" (Dödsfesten).